# Renacimiento alemán

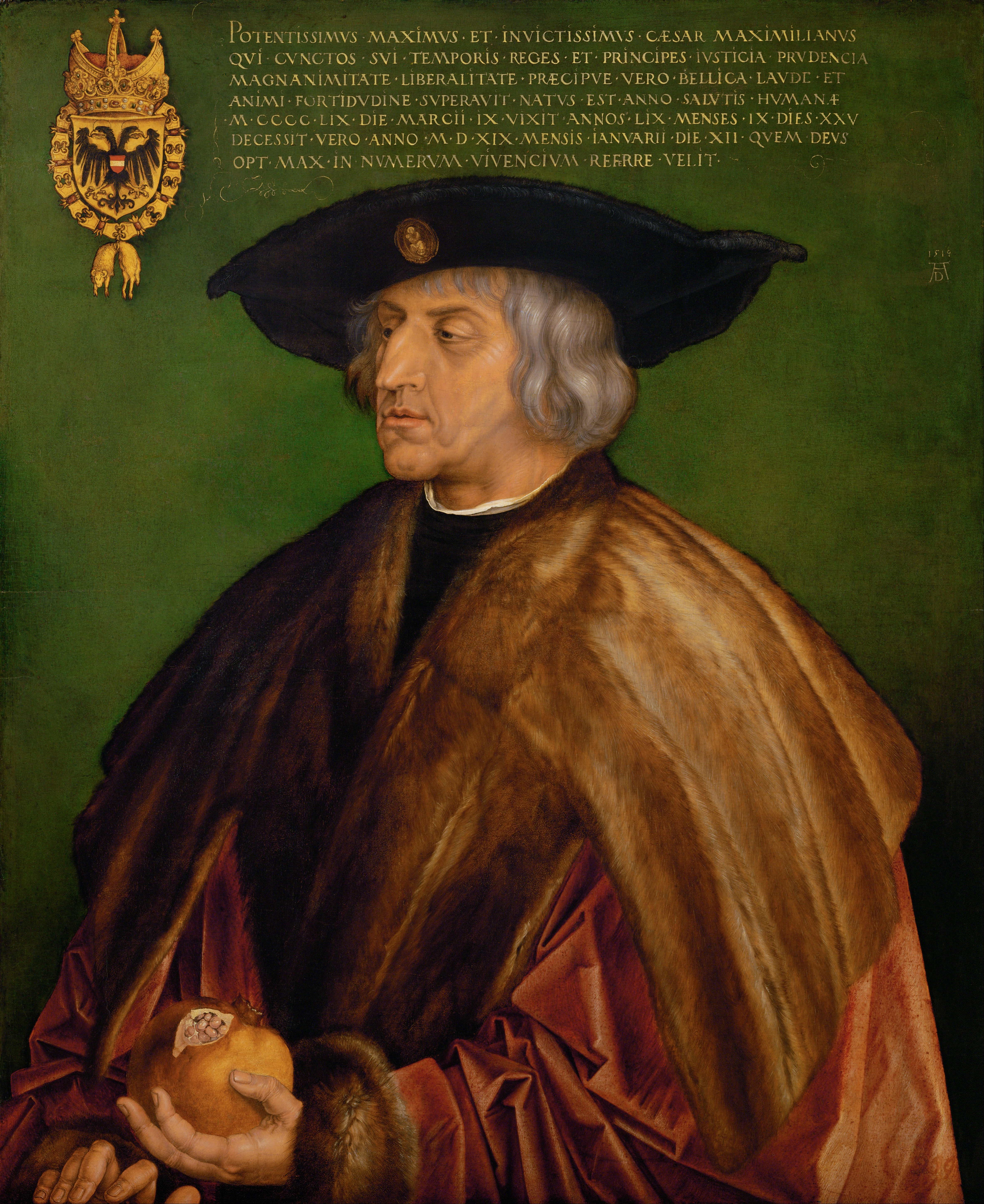
Retrato del Emperador Maximiliano I (reinado: 1493-1519), el monarca renacentista del Sacro Imperio Romano, de Alberto Durero, 1519

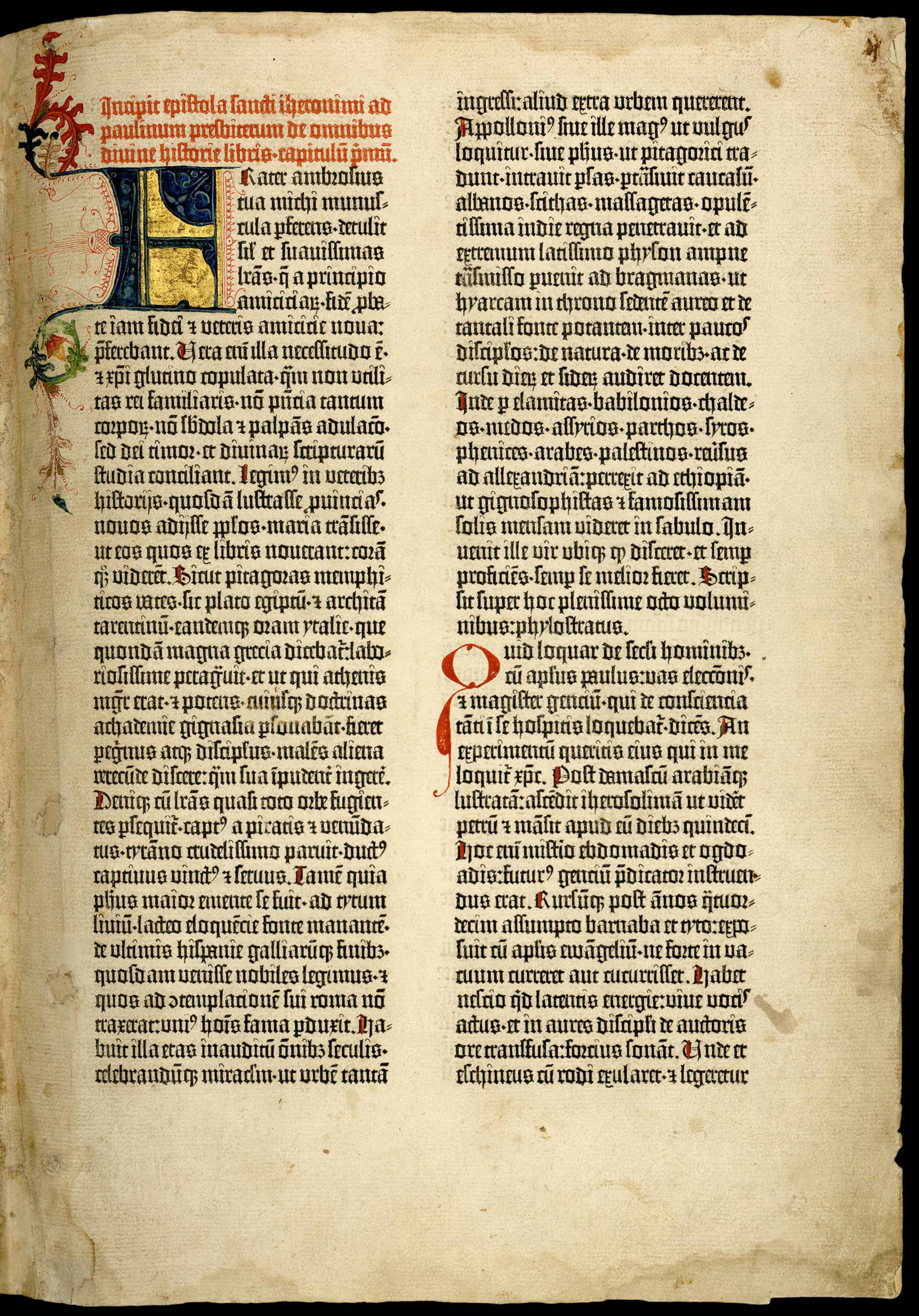
Primera página del primer volumen de una copia de la Biblia de Gutenberg en Texas

El Renacimiento alemán, parte del Renacimiento nórdico, fue un movimiento cultural y artístico que se extendió entre los pensadores alemanes en los siglos XV y XVI, que se desarrolló a partir del Renacimiento italiano. Muchas áreas de las artes y las ciencias se vieron influidas, especialmente por la difusión del humanismo renacentista a los diversos estados y principados alemanes. Hubo muchos avances en los campos de la arquitectura, las artes y las ciencias y en Alemania se dieron dos desarrollos que dominarían el siglo XVI en toda Europa: la imprenta y la Reforma Protestante. El renacimiento artístico no fue en Alemania una tentativa de resurrección del arte clásico, sino una renovación intensa del espíritu germánico, motivado por dicha Reforma protestante. 
Uno de los humanistas alemanes más importantes fue Konrad Celtis (1459-1508). Celtis estudió en Colonia y Heidelberg, y más tarde viajó por toda Italia coleccionando manuscritos latinos y griegos. Fuertemente influenciado por Tácito, utilizó la Germania  para introducir la historia y la geografía alemanas. Finalmente, dedicó su tiempo a la poesía, en la que elogió a Alemania en latín. Otra figura importante fue Johann Reuchlin (1455-1522) quien estudió en varios lugares en Italia y más tarde enseñó griego. Estudió el idioma hebreo, con el objetivo de purificar el cristianismo, pero se encontró con la resistencia de la iglesia.
El artista más importante del Renacimiento alemán es Alberto Durero (1471-1528), especialmente conocido por sus planchas en madera y grabados, que se extendieron por toda Europa, dibujos y retratos pintados.  Su obra universal, que ya en vida fue reconocida y admirada en toda Europa, impuso la impronta del artista moderno, uniendo la reflexión teórica con la transición decisiva entre la práctica medieval y el idealismo renacentista.
Tras la Reforma el mecenazgo de la nobleza alemana se centró en la arquitectura, por su capacidad de reflejar el poder y prestigio de los gobernantes. Así a mediados del siglo XVI se amplió el castillo de Heidelberg, siguiendo las directrices clásicas. Sin embargo, la mayoría de los príncipes alemanes prefirieron conservar las obras góticas, limitándose a decorarlas con ornamentación renacentista. Obras de arquitectura importantes de este período fueron la residencia Landshut, el ayuntamiento de Augsburgo y la iglesia de San Miguel en Múnich. 
Los emperadores Habsburgo y la familia Fugger fueron los más importantes mecenas, destacándose la protección de Johannes Kepler y Tycho Brahe.

## Contexto
El Renacimiento fue en gran medida impulsado por el renovado interés en el aprendizaje clásico, y también fue el resultado de un rápido desarrollo económico. A principios del siglo XVI, Alemania era uno de los países más prósperos de Europa a pesar de un nivel de urbanización relativamente bajo en comparación con Italia o los Países Bajos. Se benefició de la riqueza de ciertos sectores como la metalurgia, la minería, la banca y los textiles. Más importante aún, la impresión de libros se desarrolló en Alemania, y las imprentas alemanas dominaron el nuevo comercio de libros en la mayoría de los demás países hasta bien entrado el siglo XVI.

## Pintura

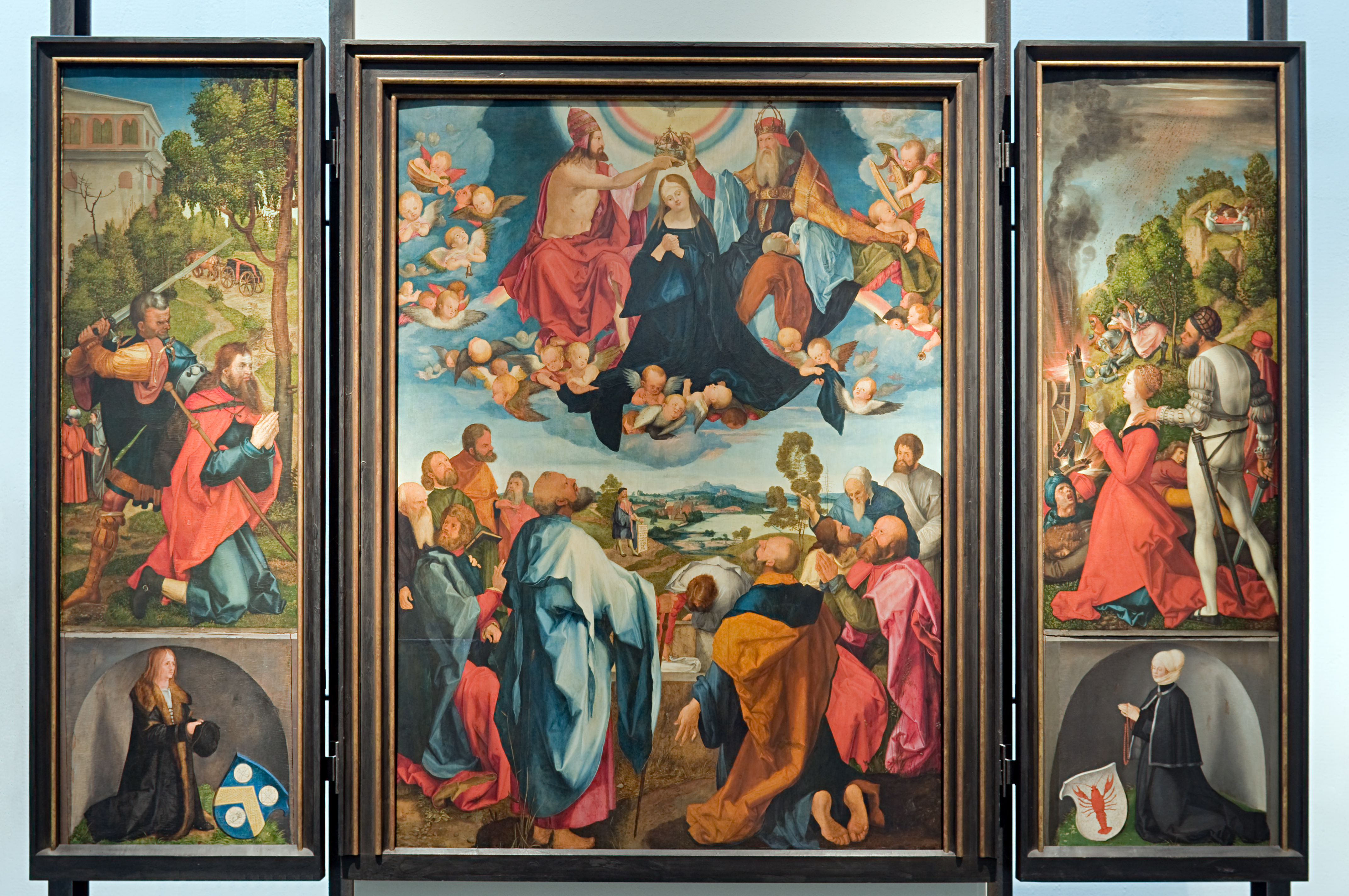
El altar de Heller de Alberto Durero.

Los conceptos de Renacimiento del Norte o de Renacimiento alemán se confunden un tanto por la continuación del uso del elaborado ornamento gótico hasta bien entrado el siglo XVI, incluso en obras que son indudablemente renacentistas en su tratamiento de la figura humana y otros aspectos. El ornamento clásico tuvo poca resonancia histórica en gran parte del mundo germánico, pero en otros aspectos, esta región fue muy rápida en seguir desarrollos, especialmente en la adopción de la impresión con tipos móviles, una invención alemana que permaneció casi como un monopolio durante algunas décadas y fue llevada a la mayoría de Europa, incluidas Francia e Italia, por los germánicos.[cita requerida]
La xilografía en planchas de madera y grabado (pensado como una invención alemana aunque originada en China) ya estaba más desarrollado en Alemania y los Países Bajos que en cualquier otro lugar, y los alemanes tomaron la delantera en el desarrollo de ilustraciones de libros, generalmente de un nivel artístico relativamente bajo, pero vistos en toda Europa, siendo  a menudo  los bloques de madera prestados a impresores de ediciones en otras ciudades o idiomas. El mayor artista del Renacimiento alemán, Alberto Durero, comenzó su carrera como aprendiz de un taller líder en Núremberg, el de Michael Wolgemut, que había abandonado en gran medida su pintura para explotar el nuevo medio. Durero trabajó en el libro más extravagantemente ilustrado de la época, las Crónicas de Núremberg (1493), publicado por su padrino Anton Koberger, el impresor-editor más grande de Europa en ese momento.

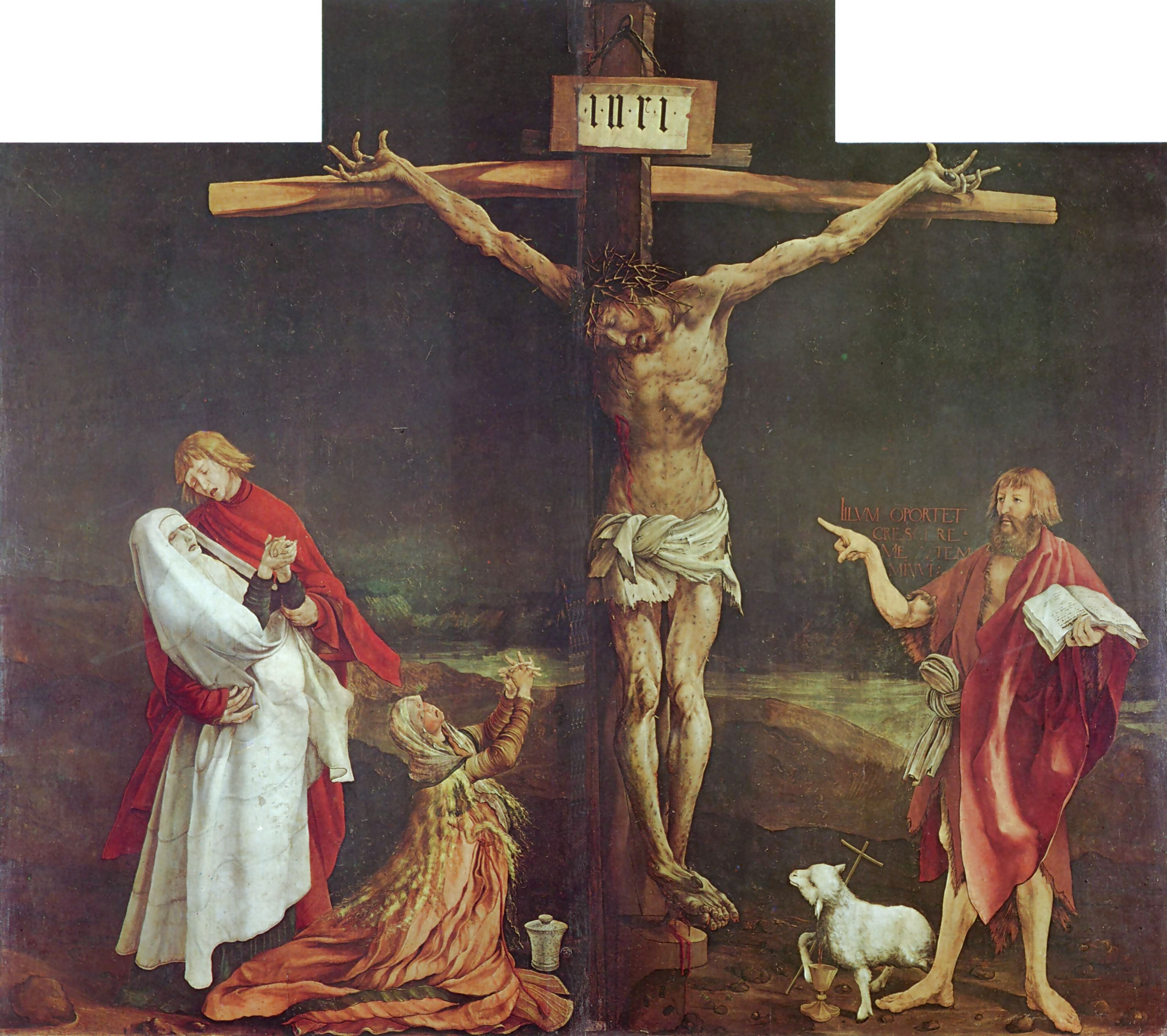
La Crucifixión, panel central del altar de Isenheim, obra de Matthias Grünewald

Después de completar su aprendizaje en 1490, Durero viajó por Alemania durante cuatro años, y por  Italia durante unos meses, antes de establecer su propio taller en Núremberg. Rápidamente se hizo famoso en toda Europa por sus enérgicas y equilibradas planchas de madera y grabados, mientras también pintaba. Aunque conservaba un estilo distintivo alemán, su trabajo ya mostraba una fuerte influencia italiana, y se considera que representa el comienzo del Renacimiento alemán en el arte visual, que durante los siguientes cuarenta años reemplazó a los Países Bajos y Francia como el área que producía las mayores innovaciones en el Arte en el norte europeo. Durero apoyó a Martín Lutero pero siguió creando Madonnas  y otras imágenes católicas, y pintó retratos de líderes de ambos lados de la emergente división de la Reforma Protestante.
Durero murió en 1528, antes de que quedara claro que la división de la Reforma ya se había vuelto permanente, pero sus alumnos de la generación siguiente no pudieron evitar tomar partido. La mayoría de los principales artistas alemanes se convirtieron al protestantismo, pero esto los privó de pintar la mayoría de las obras religiosas, anteriormente el pilar de los ingresos de los artistas. Martin Lutero había puesto objeciones a muchas imágenes católicas, pero no a las imagnieria en sí misma, y Lucas Cranach el Viejo, un amigo cercano de Lutero, había pintado varios «retablos luteranos», la mayoría mostrando la Última Cena, algunos con retratos de los principales teólogos protestantes como si fueran los Doce Apóstoles. Esta fase del arte luterano había terminado antes de 1550, probablemente bajo la influencia más ferozmente anicónica del Calvinismo, y las obras religiosas para la exposición pública prácticamente dejaron de producirse en las áreas protestantes.
Presumiblemente debido en gran parte a esto, el desarrollo del arte alemán prácticamente había cesado alrededor de 1550, pero en las décadas anteriores los artistas alemanes habían sido muy fértiles en el desarrollo de temas alternativos para reemplazar la caída en sus libros de pedidos. Cranach, además de retratos, desarrolló un formato de estrechos retratos verticales de provocativos desnudos, dándoles títulos clásicos o bíblicos.
Algo alejado de estos desarrollos estuvo Matthias Grünewald (1475-1528), que dejó muy pocas obras, pero cuya obra maestra, su retablo de Isenheim (completada en 1515), ha sido considerada como la mayor pintura renacentista alemana desde que fuera restaurada y atrajese la atención crítica en el siglo XIX. Es una obra intensamente emotiva que continúa la tradición gótica alemana de gesto y expresión desenfrenada, utilizando principios compositivos del Renacimiento, pero todo en la más gótica de las formas, el tríptico de múltiples alas.

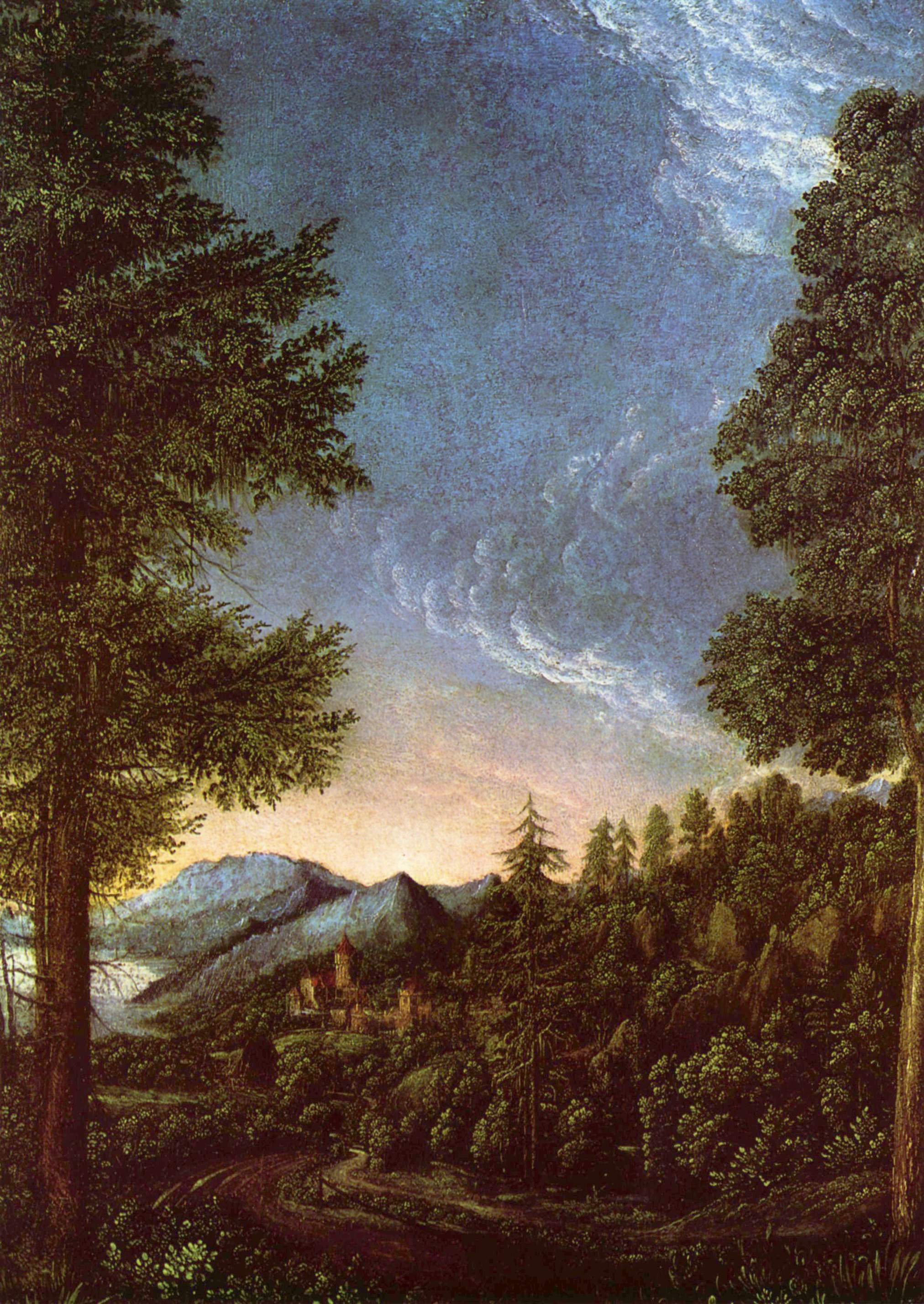
Albrecht Altdorfer (c.1480–1538), Paisaje del Danubio cerca de Regensburg ca. 1528, uno de los primeros paisajes puros occidentales, de la Escuela del Danubio en el sur de Alemania

La Escuela del Danubio fue un círculo de artistas del primer tercio del siglo XVI en Baviera y Austria, entre ellos Albrecht Altdorfer, Wolf Huber y Augustin Hirschvogel. Con Altdorfer a la cabeza, la escuela produjo los primeros ejemplos de arte del paisaje independiente en Occidente (casi 1000 años después que en China), tanto en pinturas como en grabados. Sus pinturas religiosas tenían un estilo expresionista algo similar al de Grünewald. Los alumnos de Durero, Hans Burgkmair y Hans Baldung Grien, trabajaron en gran medida en grabados, con Baldung desarrollando el típico tema de las brujas en una serie de enigmáticas impresiones.
Hans Holbein el Viejo y su hermano Segismundo Holbein pintaron obras religiosas de estilo gótico tardío. Hans el Viejo fue un pionero y líder en la transformación del arte alemán del estilo gótico al estilo renacentista. Su hijo, Hans Holbein el Joven, fue un importante pintor de retratos y de unas pocas obras religiosas, trabajando principalmente en Inglaterra y Suiza. La conocida serie de pequeñas planchas de Holbein sobre la Danza de la Muerte se relaciona con las obras de los Pequeños Maestros, un grupo de grabadores especializados en grabados muy pequeños y muy detallados para coleccionistas burgueses, incluidos muchos temas eróticos.
Los sobresalientes logros de la primera mitad del siglo XVI fueron seguidos por varias décadas con una notable ausencia de arte alemán notorio, aparte de los retratos consumados que nunca rivalizan con los logros de Holbein o Durero. Los siguientes artistas alemanes importantes trabajaron en el estilo más bien artificial del Manierismo Norteño, que tuvieron que aprender en Italia o en Flandes. Hans von Aachen y el neerlandés Bartholomeus Spranger fueron los pintores principales en las cortes imperiales de Viena y Praga, y la familia Sadeler de grabadores, de origen neerlandés , se extendió por toda Alemania, entre otros condados.
En las partes católicas del sur de Alemania, la tradición gótica del tallado en madera continuó floreciendo hasta el final del siglo XVIII, adaptándose a los cambios de estilo a lo largo de los siglos. Veit Stoss (m. 1533), Tilman Riemenschneider (m.1531) y Peter Vischer el Viejo (m. 1529)  fueron contemporáneos de Durero, y sus largas carreras cubrieron la transición entre los períodos gótico y renacentista, aunque su ornamento a menudo permaneció gótico incluso después de que sus composiciones comenzaron a reflejar los principios del Renacimiento.

## Arquitectura

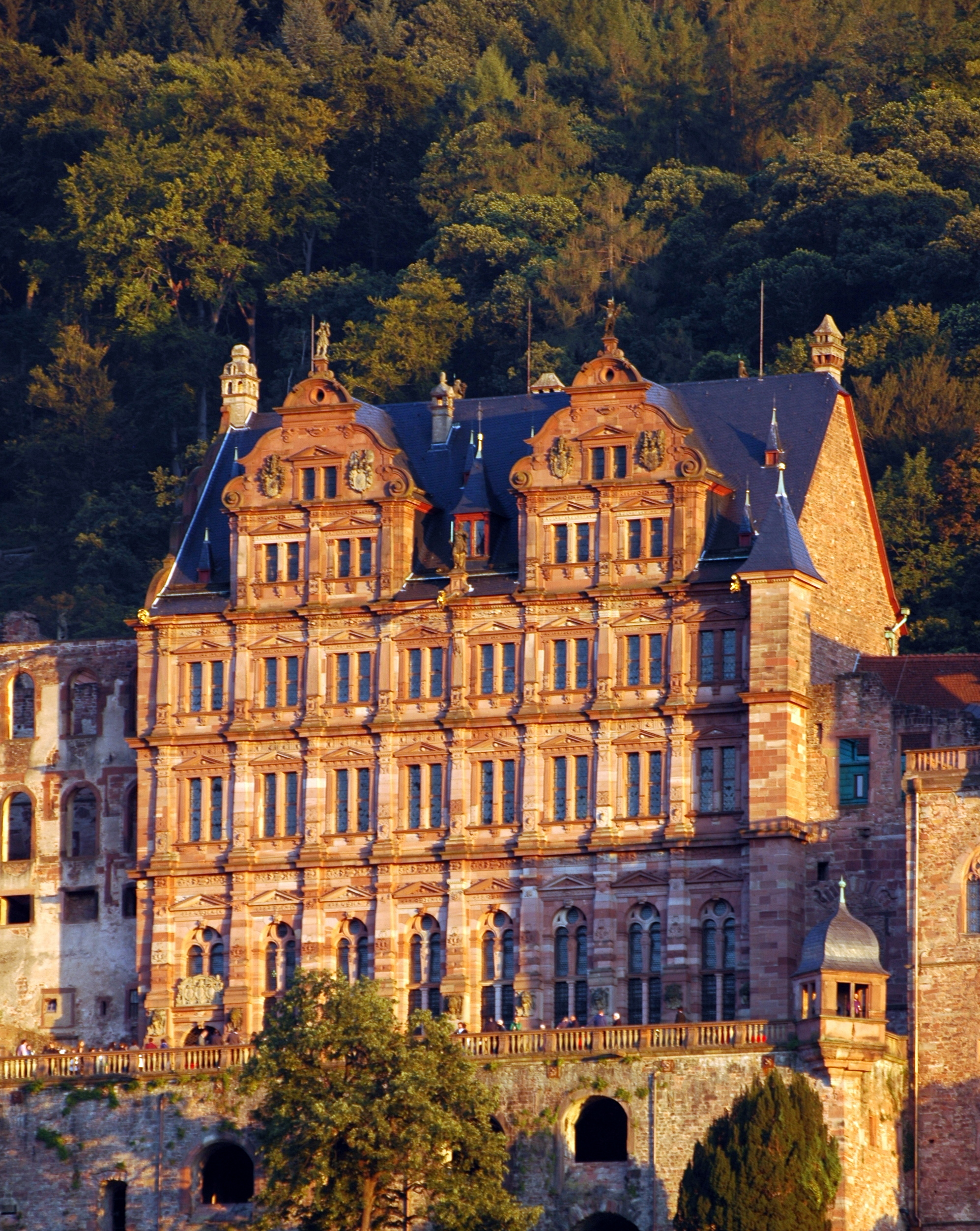
Castillo de Heidelberg

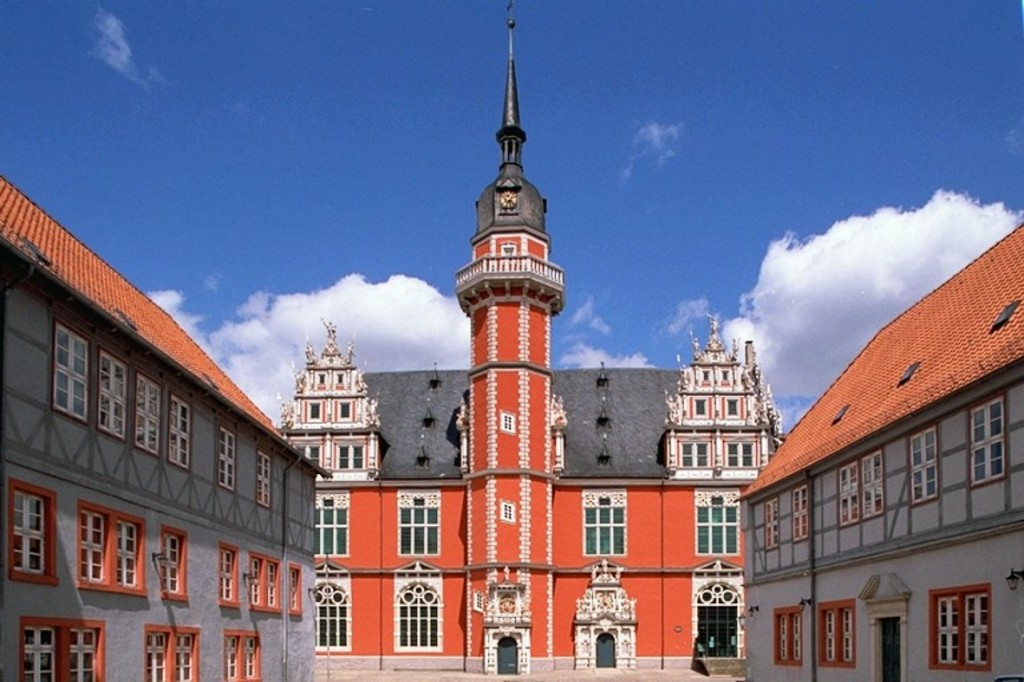
Juleum en Helmstedt (construido en 1592), un ejemplo de arquitectura del Renacimiento del Weser

La arquitectura renacentista en Alemania fue inspirada primero por filósofos y artistas alemanes como Alberto Durero y Johannes Reuchlin que habían visitado Italia. Importantes ejemplos tempranos de este período son especialmente la residencia Landshut, el castillo de Heidelberg, el palacio de Johannisburg en Aschaffenburg, el Ayuntamiento y las casas Fugger en Augsburgo y la iglesia de San Miguel en Múnich, la iglesia renacentista más grande al norte de los Alpes. También cabe mencionar algunos edificios y estructuras originalmente anteriores a esta época, pero que fueron renovados al estilo renacentista, como la fortaleza Lichtenau.
Una forma particular de arquitectura renacentista en Alemania fue el llamado Renacimiento del Weser, con ejemplos prominentes como el Ayuntamiento de Bremen y el Juleum en Helmstedt.
En julio de 1567, el consejo de la ciudad de Colonia aprobó un diseño al estilo renacentista de Wilhelm Vernukken para levantar una logia de dos pisos para el Ayuntamiento de Colonia. San Miguel en Múnich es la iglesia renacentista más grande al norte de los Alpes. Fue construida por el duque Guillermo V de Baviera entre 1583 y 1597 como un centro espiritual para la Contrarreforma y fue inspirado por la Iglesia del Gesù en Roma. El arquitecto es desconocido. Se pueden encontrar muchos ejemplos de edificios renacentistas en ladrillo en ciudades antiguas hanseáticas, como Stralsund, Wismar, Lübeck, Lüneburg, Friedrichstadt y Stade. Fueron notables arquitectos del Renacimiento alemán Friedrich Sustris, Benedikt Rejt, Abraham van den Blocke, Elias Holl y Hans Krumpper.

## Personas influyentes

### Johannes Gutenberg (c. 1398-1468)
Nacido Johannes Gensfleisch zur Laden, Johannes Gutenberg es ampliamente considerado como la persona más influyente del Renacimiento alemán. Como pensador libre, humanista e inventor, Gutenberg también creció dentro del Renacimiento, pero también lo influenció mucho. Su invención más conocida es la imprenta en 1440. La prensa de Gutenberg permitió a los humanistas, reformistas y otros hacer circular sus ideas. También es conocido como el creador de la Biblia de Gutenberg, una obra crucial que marcó el inicio de la "Revolución Gutenberg" y la edad del libro impreso en el mundo occidental.

### Johann Reuchlin (1455-1522)
Johann Reuchlin fue el aspecto más importante de la enseñanza de la cultura mundial en Alemania en ese momento. Era un erudito de griego y hebreo. Después de graduarse y luego de enseñar en Basilea, fue considerado extremadamente inteligente. Aunque después de dejar Basilea, tuvo que comenzar a copiar manuscritos y aprendizajes dentro de las áreas del derecho. Sin embargo, es más conocido por su trabajo en los estudios hebreos. A diferencia de otros "pensadores" de ese tiempo, Reuchlin se sumergió en ello, incluso creando una guía para la predica en la fe hebrea. El libro, titulado  De Arte Predicandi (1503),  es posiblemente una de sus obras más conocidas de ese período.

### Alberto Durero (1471-1528)
Alberto Durero era en ese momento, y sigue siendo, el artista más famoso del Renacimiento alemán. Era famoso en toda Europa, y muy admirado en Italia, donde su obra era principalmente conocida a través de sus grabados. Integró exitosamente un elaborado estilo norteño con una armonía y monumentalidad renacentistas. Entre sus obras más conocidas se encuentran La Adoración de los Reyes, Adán y Eva,  Melancolía I,  los cuatro jinetes de su serie de Apocalipsis  grabada en madera, y El caballero, la muerte y el diablo. Otros artistas importantes fueron Lucas Cranach el Viejo, la Escuela del Danubio y los Pequeños Maestros.

### Martin Lutero (1483-1546)
Martin Lutero inició la Reforma Protestante a través de las críticas de las prácticas de la iglesia tales como la venta de indulgencias, que publicó en sus Noventa y Cinco Tesis de 1517. Lutero también tradujo la Biblia al alemán, haciendo las escrituras cristianas más accesibles para la población en general e inspirando la estandarización del idioma alemán.

### Arquitectura
- Ayuntamiento de Colonia
- Ayuntamiento de Augsburgo